# Miguel Sarabia Gil
Miguel Sarabia Gil (Logroño, 1926-Madrid, 2007) fue un abogado laboralista y maestro, superviviente de la Matanza de Atocha en 1977.

## Biografía
Miguel Sarabia estudió Derecho y militó en el Partido Comunista de España. En los años cincuenta fundó con Jaime Ballesteros una escuela para niños y adultos con pocos recursos en el barrio madrileño de Usera, labor que compaginó con su trabajó como abogado.
En la década de 1970 colaboró con el despacho de abogados laboralistas de la calle de Atocha, número 55, vinculado al PCE y al sindicato Comisiones Obreras, dirigido por Manuela Carmena. El de Atocha, 55, era uno de los despachos colectivos vinculados a la izquierda que, en aquellos años de la Transición, se dedicaban a asesorar a los trabajadores y a los movimientos vecinales, como los que dirigían Paca Sauquillo y Cristina Almeida en Madrid.
El 24 de enero de 1977, un grupo de pistoleros vinculados al partido ultraderechista Fuerza Nueva y el Sindicato Vertical de Transportes irrumpieron en el bufete, asesinando a tres abogados, Javier Sauquillo, Luis Javier Benavides y Enrique Valdelvira Ibáñez, un administrativo, Ángel Rodríguez Leal, y un estudiante de Derecho, Serafín Holgado, e hiriendo a Lola González, Alejandro Ruiz-Huerta Carbonell, Luis Ramos Pardo y Sarabia.
Posteriormente militó en Izquierda Unida y trabajó en un colegio de Escolapios.
Murió en Madrid, el 20 de enero de 2007, cuatro días antes de conmemorarse el 30 aniversario del atentado.